# Goldschnabelhopf
Der Goldschnabelhopf, auch Goldschnabel-Sichelhopf, (Rhinopomastus minor) ist ein afrikanischer Vogel aus der Familie der Baumhopfe (Phoeniculidae).
Der Vogel kommt in Äthiopien, Dschibuti, Kenia, Somalia, Südsudan, Tansania und Uganda vor.
Der Lebensraum umfasst trockene busch- oder baumbestandene Lebensräume bis 1400, seltener bis 2000 m Höhe, auch Akazien, gerne entlang trockener Flussläufe. Die Art bevorzugt trockenere und offenere Lebensräume als der Sichelhopf (Rhinopomastus cyanomelas).
Das Artepitheton kommt von lateinisch minor ‚kleiner‘.

## Merkmale
Der Vogel ist 21 bis 24 cm groß und wiegt zwischen 28 und 30 g. Er ist ziemlich klein und zierlich. Charakteristisch sind der stark abwärts gebogene, hell orangerote Schnabel und das ansonsten schwarze Gefieder mit blau-purpurfarbenem Schimmer. Es findet sich kein Weiß auf dem Schwanz. Auf den Handschwingen ist ein breites weißes Band zu sehen. Die Iris ist dunkelbraun, die Füße sind schwarz. Das Weibchen ist etwas kleiner und matter gefärbt, die Unterseite zeigt mehr Braun. Jungvögel sind den Altvögeln ähnlich, aber auf der Unterseite braun, der Schnabel ist matt bräunlich-rot mit dunkler Spitze.

## Geografische Variation
Es werden folgende Unterarten anerkannt:
- R. m. minor (Rüppel, 1845), Nominatform – Äthiopien, Somalia und Nordostkenia
- R. m. cabanisi (de Filippi, 1853), – Sudan bis Südäthiopien, Kenia und Tansania

## Stimme
Der Ruf wird als wiederholtes, harsches schnatterndes „kee-kee-kee“, als klagendes, hohes und schnelles „peuw-peuw-peuw...“beschrieben, aber auch als hohl klingendes Rasseln gleicher Laute, auf einen einzelnen tieferen Laut endend „k-k—k-k-k-k-k-k-kiow“ oder „kreekreekreekree“.

## Lebensweise
Die Nahrung besteht hauptsächlich aus Insekten, gelegentlich Pflanzensamen und Beeren,
die an Stamm und Ästen der Bäume gesucht werden. Die Art tritt einzeln, in Paaren oder in kleinen Gruppen von 3 bis 4 Individuen auf. Sie lebt monogam. Das Nest ist in Baumhöhlen. Das Gelege besteht aus 2 bis 3 blass blauen, oliv-grünen oder türkisblauen Eiern mit kalkweißen Pünktchen. Die Art wird vom Großen Honiganzeiger (Indicator indicator) parasitiert.

## Gefährdungssituation
Die Art gilt als nicht gefährdet (Least Concern).